# Urinflaska

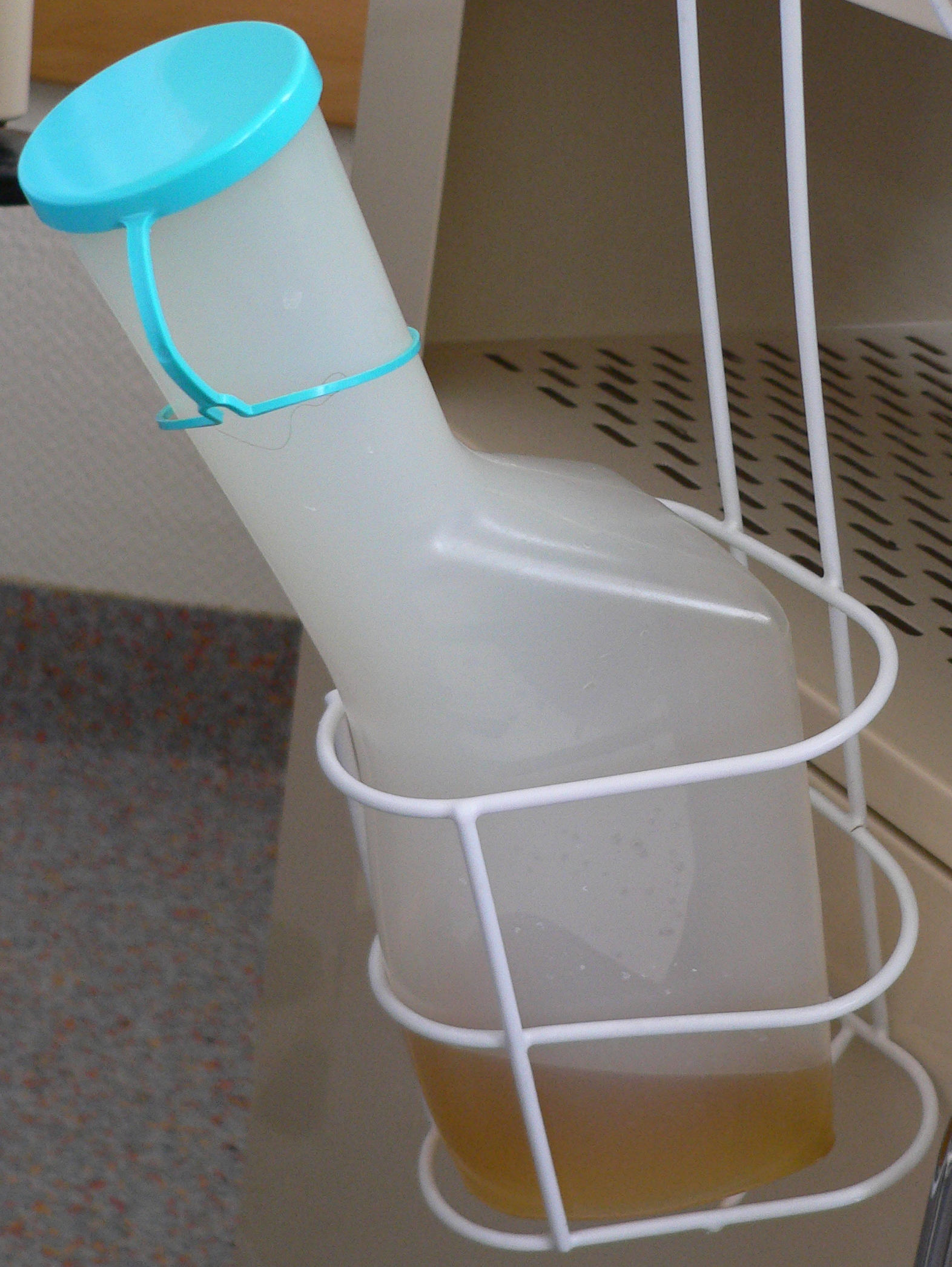
Urinflaska

Urinflaska (också kallad kisseflaska) är ett hjälpmedel i plast som är avsedd att urinera i, vanligen inom hälso- och sjukvården. Den används ofta när en person är förhindrad att, eller inte hinner, ta sig till en toalett.
Urinflaska finns både för män och kvinnor och kan användas i liggande, stående eller sittande ställning. Urinflaska för kvinnor benämns stickbäcken eller änglapotta.